# Scusa ma ti voglio sposare
Perdona però vull casar-me amb tu (Scusa ma tu voglio sposare) és una pel·lícula basada en el llibre del mateix nom de Federico Moccia. La pel·lícula és la continuació de Perdona si et dic amor.

## Sinopsi
Niki i l'Àlex, que segueixen igual d'enamorats, tornen del far de l'illa de Blu. Al tornar, tots dos es retroben amb les seves amistats, que al llarg de la pel·lícula, afrontaran diversos problemes. Ja que hi ha dues persones que intervenen interfereixen en la seva relació però malgrat tot aquest es casen.

## Personatges
- Raoul Bova com Alessandro Belli o Álex.
- Michela Quattrociocche com Niki Cavalli.
- Andrea Montovoli com Guido.
- Luca Angeletti com Enrico.
- Ignazio Oliva com Flavio.
- Francesco Apolloni com Pietro.
- Francesco Arca com Fotógrafo
- Beatrice Valente com Olly.
- Francesca Ferrazzo com Erica.
- Michelle Carpente com Diletta.
- Edoardo Natoli com Filippo
- Pino Quartullo com Roberto.
- Cecilia Dazzi com Simona.

## Banda sonora
- Per dimenticare - Zero Assoluto i Emanuele Bosi
- Cos'è normale - Zero Assoluto i Emanuele Bosi
- Non guardarmi così Zero Assoluto
- Come Fly Away - Benny Benassi i Channing
- La mia signorina - Neffa
- Gatto matto - Roberto Angelini
- Scusa ma ti voglio sposare - Zero Assoluto i Emanuele Bosi
- Quella non sono io - Zero Assoluto i Emanuele Bosi
- Isola Blu - Zero Assoluto i Emanuele Bosi
- Tema di un addio - Zero Assoluto y Emanuele Bosi
- A casa di alex - Zero Assoluto i Emanuele Bosi
- Desiderio - Zero Assoluto i Emanuele Bosi
- La letterada di Niki - Zero Assoluto i Emanuele Bosi
- Bois - Sabrina Salerno